# Denver (singolo)
Denver è il primo singolo della cover band statunitense Me First and the Gimme Gimmes, pubblicato per la Fat Wreck Chords il 26 agosto 1995. Questo singolo è composto di cover di John Denver.

## Tracce
1. Country Roads – 2:59
2. Leaving on a Jet Plane – 2:42

## Formazione
- Spike Slawson - voce
- Joey Cape - chitarra
- Chris Shiflett - chitarra
- Fat Mike - basso, voce
- Dave Raun - batteria